# Litoscalpellum nipponense
Litoscalpellum nipponense är en kräftdjursart som först beskrevs av Henry Augustus Pilsbry 1907.  Litoscalpellum nipponense ingår i släktet Litoscalpellum och familjen Scalpellidae. Inga underarter finns listade i Catalogue of Life.